# Ixobrychus exilis
El avetorillo panamericano o huairavillo de dorso negro (Ixobrychus exilis) es una especie de ave pelecaniforme de la familia Ardeidae. Su área de distribución cubre la mayor parte del continente americano.

## Subespecies
Se distinguen las siguientes subespecies:
- Ixobrychus exilis bogotensis Chapman, 1914 en Colombia
- Ixobrychus exilis erythromelas (Vieillot, 1817) de Panamá hasta Paraguay
- Ixobrychus exilis exilis (Gmelin, 1789) en Norteamérica, América Central y las Antillas
- Ixobrychus exilis limoncochae D. W. Norton, 1965 en Ecuador
- Ixobrychus exilis peruvianus Bond, 1955 en Perú, con registros de algunos ejemplares en Chile que probablemente sean de esta subespecie.[5]
- Ixobrychus exilis pullus Van Rossem, 1930 en el noroeste de México